# Oxamnikin
Az oxamnikin sárga, kristályos szilárd anyag.
Schistosoma mansoni-fertőzés elleni szer. A Schistosoma mansoni a mételyek közé tartozó, Afrikában, Latin- és Dél-Amerikában és a Közép-Keleten honos parazita. Általában ivóvízzel terjed.

## Mellékhatások, ellenjavallatok
Szélütésen átesett betegek esetén szoros orvosi ellenőrzés szükséges.
A vizeletet narancssárgára színezheti.
A mellékhatások (szédülés, álmosság, hányinger) csökkentése érdekében célszerű étkezéskor bevenni.

## Működésmód
A parazita szaporodását gátolja meg a nukleinsav-anyagcsere gátlásával. A feltételezések szerint a kórokozó szulfotranszferáz enzimje az oxamnikint észterré alakítja át, amely elbomlik, és az így keletkező elektrofil anyag alkilálja az élősködő DNS-ét.

## Adagolás
Egyetlen kezelés elegendő a kórokozó elpusztítására. Afrikában a dózis 20–40, Latin-Amerikában 15–20 mg/kg. Gyermekek esetén az adagot két részre lehet osztani.

## Készítmények[3]
- Mansil
- Vansil

Magyarországon nincs forgalomban oxamnikin-tartalmú készítmény.

## Sztereokémiája
Az oxamnikin molekulájában egy sztereogén centrum található, így két enantiomerje létezik. A racemátot, vagyis az (R) és az (S) izomerek 1: 1 arányú keverékét alkalmazzák:
| Az oxamnikin enantiomerjei | Az oxamnikin enantiomerjei |
| -------------------------- | -------------------------- |
| (R)-izomer                 | (S)-izomer                 |